# Holtorfsloh
Holtorfsloh – miejscowość w gminie Seevetal w powiecie Harburg w niemieckim kraju związkowym Dolna Saksonia. Należy do gminy Seevetal od 1 lipca 1972 roku. Holtorfsloh zamieszkuje 261 mieszkańców (30 czerwca 2008) i jest jedną z najmniejszych miejscowości gminy.
Holtorfsloh razem z Ramelsloh i Ohlendorf wspólnie tworzą (niem. Ortsrat), czyli radę miejscowości.

## Położenie
Jest najbardziej na południe wysuniętą miejscowością gminy, na północnych krańcach Pustaci Lüneburskiej.
Najbliższą miejscowością gminy jest od północy Ohlendorf.

## Historia
Miejscowość nazywała się Holtorf od pierwszej wzmianki w 1411 aż do 1936, kiedy to wbrew woli mieszkańców zmieniono nazwę na Holtorfsloh.

## Zabytki
Jeszcze dziś można zobaczyć stary dom kryty charakterystyczną dla północy Niemiec strzechą z roku 1740 przy Kastanienallee 12 a, który jest najstarszym budynkiem w miejscowości.
Szkoła podstawowa istniała tu od 1816 do 1964, a w tej chwili najbliższa szkoła znajduje się w pobliskim Ramelsloh a gimnazjum w Hittfeld.

## Gospodarka
Nie ma tu ani szkół, ani handlu, ani przemysłu; jest to typowo rolnicza miejscowość.

## Komunikacja
Ma bardzo dobre bezpośrednie połączenie komunikacyjne poprzez węzeł Thieshope z autostradą A7.